# Лесной дозор
Лесно́й дозо́р — российская система мониторинга леса для раннего обнаружения лесных пожаров и определения их координат. «Лесной Дозор» функционирует на базе IP-видеонаблюдения, мобильных приложений, географических информационных систем (ГИС), Интернет-приложений и «компьютерного зрения».
Система состоит из 2-х основных частей: аппаратной и программной. Аппаратная часть — оборудование, необходимое для наблюдения на высотных сооружениях, организации каналов связи и технического обеспечения системы (видеокамеры, инфракрасные камеры, тепловизоры). Программная часть — программное обеспечение, которое устанавливается на компьютере оператора в центре контроля. Она обеспечивает высокую эффективность обнаружения лесных пожаров и определения их координат.
Система «Лесной дозор» по состоянию на 2012 год была испытана в 20 регионах России, в том числе в Тамбовской, Нижегородской, Иркутской, Московской, Тверской, Амурской, Вологодской, Курской, Кемеровской областях, Республике Коми, Марий Эл и в Приморском крае. В планах руководства компании было освоение рынков других регионов России, а также рынков Белоруссии, Украины и Казахстана.
7 июля 2011 года в рамках встречи Президента России с участниками форума «Селигер-2011» один из разработчиков компании ООО «ДСК» Иван Есин представил «Лесной дозор» Дмитрию Медведеву. Президент подчеркнул актуальность разработанной системы и пообещал оказать содействие в реализации проекта.
С 18 апреля 2016 года «Лесной дозор» был включён Минкомсвязью России в единый реестр российских программ для электронных вычислительных машин и баз данных.